# Jason Flemyng
Jason Iain Flemyng (Putney, 25 de setembro de 1966) é um ator inglês. Ele é conhecido por seu trabalho com os cineastas britânicos Guy Ritchie e Matthew Vaughn, aparecendo nos filmes de Ritchie Lock, Stock and Two Smoking Barrels (1998) e Snatch (2000), (ambos os filmes também foram produzidos por Vaughn) e aparecendo nos filmes de Vaughn, Layer Bolo (2004), Kick-Ass (2010) e X-Men: First Class (2011).
Ele também apareceu em produções de Hollywood como Rob Roy (1995), as adaptações de quadrinhos de Alan Moore, From Hell (2001) e The League of Extraordinary Gentlemen (2003), Transporter 2 (2005) e The Curious Case of Benjamin Button (2008). Ele também apareceu em papéis de destaque no teatro e na televisão no Reino Unido. Flemyng fala francês fluentemente e fez três filmes nessa língua. Ele ganhou o prêmio de Melhor Ator no Festival de Cinema de Genebra por seu papel em Alive and Kicking, de 1996.

## Biografia
Flemyng nasceu em 25 de setembro de 1966 em Putney, Londres, filho do diretor de televisão e cinema escocês Gordon Flemyng. Ele decidiu que queria se tornar ator depois de aparecer em produções teatrais em sua escola, a Christ's Hospital, em Sussex. “Sempre quis ser ator”, disse ele mais tarde à BBC. "Desde que imaginei uma garota que interpretasse Dorothy na produção escolar de The Wizard of Oz. Fiz o teste para o papel do espantalho para poder ter mais tempo no palco com ela, mas ela acabou fugindo com o homem de lata!".
Na década de 1980, esteve envolvido com o Teatro Nacional da Juventude e com a organização política Jovens Socialistas. Ele também se envolveu com o Militant, um grupo entrista ativo dentro do Partido Trabalhista, e em 1987 foi expulso do Partido Trabalhista por vender o jornal Militant. Flemyng posteriormente afirmou que tanto suas atividades teatrais quanto políticas naquela época eram simplesmente uma forma de conhecer garotas. Em 1990 ele estudou atuação na London Academy of Music and Dramatic Art (LAMDA), onde foi colega de classe de Hermione Norris. Após sua graduação na LAMDA no início da década de 1990, ele ingressou na Royal Shakespeare Company.

## Carreira
Um de seus primeiros papéis de destaque na tela foi uma aparição na série de televisão americana The Young Indiana Jones Chronicles, em 1992. Ele então participou regularmente da série dramática da ITV, Doctor Finlay, de 1993 a 1996.
Sua primeira aparição no cinema foi na versão de 1994 de The Jungle Book. Seu primeiro papel importante no cinema foi no drama de 1996 de Angela Pope, Hollow Reed, onde interpretou um abusador de crianças, seguido por um papel principal no popular filme de gangster londrino de 1998, de Guy Ritchie, Lock, Stock and Two Smoking Barrels. Flemyng mais tarde afirmou ter perdido tanto dinheiro jogando pôquer com os patrocinadores do filme entre as tomadas no set que teve que trabalhar gratuitamente nos quatro dias de refilmagens que o filme exigiu. Ele passou a aparecer em filmes como The Red Violin and Deep Rising (1998), Snatch (2000), George A. Romero's Bruiser (2000) e Rock Star (2001). Flemyng também estrelou o curta-metragem Feeling Good, escrito por Dexter Fletcher, que conheceu enquanto trabalhava em Lock, Stock and Two Smoking Barrels.
No início dos anos 2000, ele participou de dois filmes de grande orçamento de Hollywood, que eram adaptações dos quadrinhos de Alan Moore; como John Netley em From Hell, de 2001, com Johnny Depp, e The League of Extraordinary Gentlemen, de 2003, com Sean Connery, em que Flemyng interpretou Dr. Henry Jekyll e Edward Hyde. O último filme foi uma decepção, mas Flemyng comentou que: "Foi um pesadelo... o filme custou uma fortuna e não recuperou o dinheiro que deveria... Mas ainda assim me diverti muito em fazer filmes como esse e From Hell. Qualquer dia que você entra em um set e vê Sean Connery, Johnny Depp ou Brad Pitt, tem que ser um bom dia".
Paralelamente à sua carreira cinematográfica, Flemyng continuou a desempenhar vários papéis na televisão. Ele disse à BBC News Online em 2004 que: "Dos 40 longas-metragens que fiz, 15 deles não conseguiram chegar às telas e só foram vistos pelo elenco e pela equipe técnica. É muito frustrante quando um filme em que você realmente acredita permanece invisível. Isso não é um problema com a televisão. Se você é um pintor, você não pinta um quadro e depois o cola debaixo da cama – você quer que as pessoas o vejam". Em 2005, ele desempenhou o famoso papel de ficção científica do professor Bernard Quatermass quando o canal de televisão digital BBC Four produziu um remake ao vivo da série de 1953, The Quatermass Experiment. Em 2005, ele também desempenhou o papel de Dimitry, um ex-especialista russo em armas biológicas, em Transporter 2, onde se reuniu brevemente com Jason Statham.
Em 2009, Flemyng se juntou ao elenco da série dramática cult de ficção científica da ITV, Primeval, durante sua terceira temporada, como o ex-policial independente, Danny Quinn. Ele recebeu o maior faturamento como a nova estrela da série, substituindo Douglas Henshall. Em março de 2010, Flemyng conquistou o papel principal como Cpl. Callow no filme de guerra / terror, The 4th Reich.
Em 15 de agosto de 2010, tornou-se público que ele havia sido escalado para o papel de Azazel na prequela de X-Men, X-Men: First Class, dirigida por Matthew Vaughn.
Em 2011, Flemyng reprisou seu personagem Danny Quinn no último episódio da quarta temporada de Primeval. Diz-se que ele retornaria como Danny Quinn uma última vez antes do final da quinta temporada do programa.
Em 2012, ele estrelou I Give It a Year (lançado em fevereiro de 2013), como o cunhado da noiva em uma comédia romântica britânica, da Working Title.
Depois de dois anos, Jason acaba de concluir o trabalho no longa-metragem 'The Journey', no qual também atua como produtor, no qual interpreta Ozzy. O filme foi escrito especialmente para ele e levou dois anos para ser concluído, foi filmado na Grécia e em Londres e é dirigido por Lance Nielsen. Em janeiro de 2015, Flemyng assinou contrato com a Evolution Pictures, do Reino Unido, para dirigir o filme de vampiros, Eat Locals.
Flemyng aparece como ele mesmo no curta-metragem To Trend, de 2018, no Twitter, em ajuda a jovens com câncer, a instituição de caridade CLIC Sargent com os comediantes Reece Shearsmith, Steve Pemberton, Helen Lederer e David Baddiel.
Em 2021, a Audible lançou a gravação de Flemyng do aclamado romance de ficção científica de William Gibson, Neuromancer.

## Vida pessoal
Durante nove anos, Flemyng e a atriz Lena Headey foram um casal; o relacionamento terminou em 2001. Flemyng casou-se com Elly Fairman no verão de 2008, na Toscana, Itália. A dupla tem gêmeos, Noah e Cassius, que nasceram em 2012. Em 2020, Flemyng disse que todos sofreram de COVID-19. Flemyng gosta de corridas de longa distância e já completou várias maratonas. Flemyng é torcedor do Chelsea F.C..

## Filmografia

### Cinema
| Ano  | Título                                      | Personagem                         | Notas |
| ---- | ------------------------------------------- | ---------------------------------- | --- |
| 1994 | The Jungle Book                             | Tenente John Wilkins               | |
| 1995 | Rob Roy                                     | Gregor                             | |
| 1996 | Stealing Beauty                             | Gregory                            | |
| 1996 | Hollow Reed                                 | Frank Donally                      | |
| 1996 | Indian Summer                               | Tonio                              | Também conhecido como Alive & Kicking |
| 1997 | The James Gang                              | Frank James                        | |
| 1997 | The Life of Stuff                           | Willie Dobie                       | |
| 1997 | Spice World                                 | Brad                               | Também conhecido como Spiceworld: The Movie |
| 1998 | Lock, Stock and Two Smoking Barrels         | Tom                                | |
| 1998 | The Red Violin                              | Frederick Pope                     | |
| 1998 | Deep Rising                                 | Mulligan                           | |
| 1999 | Tube Tales                                  | Luke                               | Segmento: "Mr. Cool" |
| 2000 | Snatch                                      | Darren                             | |
| 2000 | Bruiser                                     | Henry Creedlow                     | |
| 2001 | Anazapta                                    | Nicholas                           | |
| 2001 | The Body                                    | Padre Walter Winstead              | |
| 2001 | From Hell                                   | John Netley                        | |
| 2001 | Mean Machine                                | Bob Likely                         | |
| 2001 | The Bunker                                  | Cpl. Bruno Baumann                 | |
| 2001 | Rock Star                                   | Bobby Beers                        | |
| 2002 | Below                                       | Stumbo                             | |
| 2003 | The League of Extraordinary Gentlemen       | Dr. Henry Jekyll / Sr. Edward Hyde | |
| 2004 | Lighthouse Hill                             | Charlie Davidson                   | |
| 2004 | Aaltra                                      | L'Anglais à la moto                | |
| 2004 | Atomik Circus – Le retour de James Bataille | James Bataille                     | |
| 2004 | Drum                                        | Jim Bailey                         | |
| 2004 | Layer Cake                                  | Crazy Larry                        | |
| 2004 | Seed of Chucky                              | Santa Claus                        | |
| 2005 | A Woman in Winter                           | David                              | |
| 2005 | Transporter 2                               | Dimitri                            | |
| 2006 | Pu-239                                      | Vlad                               | |
| 2006 | Rollin' with the Nines                      | Capt. Fleming                      | |
| 2006 | Telling Lies                                | Jack Munro                         | |
| 2006 | Backwaters                                  | Jason Weiss                        | |
| 2007 | Stardust                                    | Primus                             | |
| 2007 | The Death and Life of Bobby Z               | Brian Cervier                      | |
| 2007 | The Riddle                                  | Don Roberts                        | |
| 2008 | Mirrors                                     | Larry Byrne                        | |
| 2008 | Shifty                                      | Glen                               | |
| 2008 | The Curious Case of Benjamin Button         | Thomas Button                      | Indicado – Broadcast Film Critics Association Award for Best Cast Indicado – Screen Actors Guild Award for Outstanding Performance by a Cast in a Motion Picture |
| 2009 | Solomon Kane                                | Malachi                            | |
| 2009 | City of Life                                | Guy Berger                         | |
| 2010 | Clash of the Titans                         | Acrisius / Calibor                 | |
| 2010 | Kick-Ass                                    | Lobby Goon                         | |
| 2010 | The Social Network                          | Spectator                          | Não-creditado |
| 2010 | Made in Romania                             | Ele mesmo                          | |
| 2010 | Dead Cert                                   | Chelsea Steve                      | |
| 2010 | Ironclad                                    | Beckett                            | |
| 2011 | X-Men: First Class                          | Azazel                             | |
| 2011 | Jack Falls                                  | Damien                             | |
| 2011 | Hanna                                       | Sebastian                          | |
| 2011 | Lost Christmas                              | Frank                              | |
| 2012 | Hamilton: In the Interest of the Nation     | Rob Hart                           | |
| 2012 | Great Expectations                          | Joe Gargery                        | |
| 2013 | I Give It a Year                            | Hugh                               | |
| 2013 | Welcome to the Punch                        | Harvey Crown                       | |
| 2013 | Sunshine on Leith                           | Harry Harper                       | |
| 2013 | Words of Everest                            | Edmund Hillary                     | |
| 2014 | Viy                                         | Jonathan Green                     | |
| 2014 | Top Dog                                     | Dan                                | |
| 2014 | Gemma Bovery                                | Charles Bovery                     | |
| 2014 | The Journey                                 | Ozzy                               | |
| 2014 | Stonehearst Asylum                          | Swanwick                           | |
| 2015 | Meet Pursuit Delange: The Movie             | Jonty Smith                        | |
| 2016 | Sweet Maddie Stone                          | Sr. Straker                        | Curta-metragem |
| 2017 | Access All Areas                            | Pete Kurtz                         | |
| 2017 | Revolt                                      | Stander                            | |
| 2017 | The Black Prince                            | Dr. Login                          | |
| 2018 | Walk Like a Panther                         | Ginger Frost                       | |
| 2019 | Viy 2: Journey to China                     | Jonathan Green                     | |
| 2019 | Military Wives                              | Crooks                             | |
| 2019 | Homeless Ashes                              | Gavin                              | |
| 2021 | Boiling Point                               | Alastair Skye                      | |
| 2022 | The 355                                     | Elijah Clarke                      | |
| 2024 | Firecracker                                 | Detetive Gray                      | |
| 2024 | Deadpool & Wolverine                        | Azazel                             | |
| 2025 | Levon's Trade                               | TBA                                | |
| TBA  | Pegasus Bridge                              | Nigel Poett                        | |
| TBA  | Viy 3: Journey to India                     | Jonathan Green                     | |

### Televisão
| Ano       | Título                                     | Personagem                         | Notas                                             |
| --------- | ------------------------------------------ | ---------------------------------- | ------------------------------------------------- |
| 1991      | Rich Tea and Sympathy                      | John Merrygrove                    | 6 episódios                                       |
| 1991      | Screen One                                 | Colin                              | Episódio: "A Question of Attribution"             |
| 1992      | The Good Guys                              | Dave Gilchrist                     | Episode: "Find the Lady"                          |
| 1992      | The Young Indiana Jones Chronicles         | Emile                              | 2 episódios                                       |
| 1992      | Witchcraft                                 | Assistant Director                 | 2 episódios                                       |
| 1993      | Lovejoy                                    | Danny                              | Episódio: "God Helps Those"                       |
| 1993–1994 | Doctor Finlay                              | Dr. David Neil                     | 12 episódios                                      |
| 1996      | Beck                                       | Laurie Quinn                       | Episódio: "Pride Before a Fall"                   |
| 1997      | The Ruth Rendell Mysteries                 | Peter Milton                       | Episódio: "The Double"                            |
| 1997      | The Temptation of Franz Schubert           | Franz von Schober                  | Telefilme                                         |
| 1997      | The Hunger                                 | Jovem rapaz                        | Episódio: "Menage a Trois"                        |
| 1998      | Tess of the D'Urbervilles                  | Alec D'Urberville                  | Telefilme                                         |
| 1999      | Alice in Wonderland                        | The Knave of Hearts                | Telefilme                                         |
| 1999      | Chasseurs d'écume                          | William Callaghan                  | Minissérie                                        |
| 1999      | Love in the 21st Century                   | Nick                               | Episódio: "Commitment"                            |
| 2004      | When I'm 64                                | Little Ray                         | Telefilme                                         |
| 2004      | Agatha Christie's Marple                   | Lawrence Redding                   | Episódio: "The Murder at the Vicarage"            |
| 2005      | The Quatermass Experiment                  | Professor Bernard Quatermass       | Telefilme                                         |
| 2005      | Faith                                      | Martin                             | Telefilme                                         |
| 2005      | Manhunters                                 | Jim Corbett                        | Episódio: "The Man-Eating Leopard of Rudraprayag" |
| 2005      | The Ghost Squad                            | DS Jimmy Franks                    | Episódio: "Firewall"                              |
| 2006      | Losing Gemma                               | Zac                                | 2 episódios                                       |
| 2009–2011 | Primeval                                   | Danny Quinn                        | 9 episódios                                       |
| 2011      | Jean-Claude Van Damme: Behind Closed Doors | Narrador                           | Documentário                                      |
| 2013      | Black Mirror                               | Jack Napier                        | Episódio: "The Waldo Moment"                      |
| 2014      | The Musketeers                             | Vadim                              | Episódio: "Sleight of Hand"                       |
| 2014      | The Missing                                | Mark                               | 8 episódios                                       |
| 2015      | The Last Kingdom                           | King Edmund                        | Episódio: "Episode 2"                             |
| 2017      | SS-GB                                      | Coronel George Mayhew              | 5 episódios                                       |
| 2017–2018 | Jamestown                                  | Sir George Yeardley                | 13 episódios                                      |
| 2018      | Save Me                                    | Tam                                | 6 episódios                                       |
| 2019–2022 | Pennyworth                                 | Lord Harwood                       | Regular                                           |
| 2019–2022 | Love, Death & Robots                       | Paln                               | Episódio: "Bad Travelling"                        |
| 2019      | A Christmas Carol                          | The Ghost of Christmas Yet to Come | Minissérie                                        |
| 2020      | Two Weeks to Live                          | DI Alan Brooks                     | Regular                                           |
| 2022      | The Walk-In                                | Nick Lowles                        | Regular                                           |
| 2023      | A Town Called Malice                       | Albert Lord                        | Regular                                           |
| TBA       | Prime Target                               |                                    | Futura minissérie                                 |